# Tirà coronat
El tirà coronat (Griseotyrannus aurantioatrocristatus) és una espècie d'au passeriforme de la família Tirànids. És l'única del gènere monotípic Griseotryrannus. És nativa d'Amèrica del Sud.

## Distribució i hàbitat
El tirà coronat nidifica des del nord-est del Brasil, cap al sud, per Bolívia, Paraguai, fins al centre sud de l'Argentina i Uruguai, migra cap a l'oest de l'Amazònia a Brasil, Colòmbia, l'Equador, el Perú i Veneçuela durant els hiverns australs.
El seu hàbitat natural són els boscos humits subtropicals o tropicals de terres baixes i les sabanes seques amb pocs arbres dispersos. Fins als 2000 m d'altitud a Bolívia. Majoritàriament migra cap a l'oest i el centre de la Conca Amazònica com a resident no reproductiu, excepte al sud-est, vorejant el Cerrado i el Pantanal, on resideix a gran part del Cerrado oest i cap al sud. Allí prefereix el dosser arbori i les vores de boscos, generalment romanent ben amunt del terra.

## Descripció
Mesura 18 cm de longitud. És gris brunenc per sobre, amb una corona negra contrastada, amb una taca groga semi-oculta; la línia supraciliar grisa i una línia fosca per l'ull. Per sota és gris pissarrós, més clar cap al ventre. La seva aparença general és grisenca i de vegades sembla tenir la zona de sobre el cap aplanada.

## Comportament

### Alimentació
En general és solitari, es posa en zones exposades, com el cim dels arbres, des d'on surt per capturar insectes en vol, tornant després al mateix penjador; ocasionalment s'alimenta també de fruita.

### Vocalització
En general és silenciós, durant la reproducció fa un “psi-sí” feble (que recorda la vocalització del tirà variegat,), de vegades en sèrie.

## Sistemàtica

### Descripció original
L'espècie G. aurantioatrocristatus va ser descrita per primera vegada pels naturalistes francesos Alcide d'Orbigny i Frédéric de Lafresnaye l'any 1837 amb el nom científic Tyrannus aurantio-atro cristatus [sic]; la localitat tipus és: «Valle Gran, Santa Cruz, Bolívia».
El gènere Griseotyrannus va ser descrit per l'ornitòleg nord-americà Wesley Edwin Lanyon l'any 1984.

### Etimologia
El nom genèric femení «Griseotyrannus» es compon de les paraules del llatí «griseum»: gris, i del gènere Tyrannus: tirà, dictador; o sigui «tirà gris»; i el nom de l'espècie «aurantioatrocristatus», es compon de les paraules del llatí «aurantius»: daurat, «ater, atri»: negre i «cristatus»: crestat; o sigui «de cresta daurada i negra».

### Taxonomia
Malgrat els seus plomatges molt diferents, l'espècie va estar col·locada per molt temps al gènere Empidonomus per les similituds de vocalització i comportament; més tard es va separar al seu propi gènere amb base principalment a les diverses diferències derivades exclusives en la morfologia de la siringe.
La majoria dels autors i classificacions, com el Congrés Ornitològic Internacional (IOC), Aus del Món (HBW), i Birdlife International (BLI), col·loquen la present espècie en un gènere monotípic propi, no obstant això, el Comitè de Classificació de Sud-amèrica (SACC) i Clements Checklist v.2019 continuen situant-la a Empidonomus com el sinònim Empidonomus aurantioatrocristatus.
Els diversos estudis genètic-moleculars realitzats per Tello et al. (2009) van descobrir una quantitat de relacions noves dins de la família Tirànids que encara no estan reflectides en la majoria de les classificacions. Seguint aquests estudis, Ohlson et al. (2013) van proposar dividir els Tirànids en cinc famílies. Segons l'ordenament proposat, Griseotyrannus roman dins la família de Tirànids, en una subfamília Tyranninae Vigors, 1825, en una tribu Tyrannini Vigors, 1825, al costat de Pitangus, Philohydor, Machetornis, Tyrannopsis, Megarynchus, Myiodynastes, Conopias (provisionalment), Phelpsia (provisionalment), Myiozetetes, Empidonomus i Tyrannus.
Una dada curiosa sobre el nom científic d'aquesta espècie és que la seva nomenclatura binomial és la més llarga de totes les espècies d'aus, totalitzant quinze síl·labes.

### Subespècies
Segons les classificacions del IOC i Clements Checklist v.2019, es reconeixen dues subespècies, amb la seva corresponent distribució geogràfica:
- Griseotyrannus aurantioatrocristatus pallidiventris (1929) - centre est del Brasil (est de Pará cap a l'est fins a Maranhão i Piauí, al sud fins al nord de Goiás).
- Griseotyrannus aurantioatrocristatus aurantioatrocristatus (d'Orbigny & Lafresnaye, 1837) - nidifica al nord i est de Bolívia (al sud des del Beni), centre oest i sud del Brasil (sud de Mato Grosso a l'est fins a l'oest de Minas Gerais, al sud fins a Mato Grosso do Sul, extrem oest de Paranà, Santa Catarina i oest de Riu Grande do Sul), nord i centre de l'Argentina (al sud fins a Mendoza, La Pampa, nord de Rio Negro i Buenos Aires), Paraguai (especialment a l'oest del riu Paraguai) i Uruguai; i migra cap al nord fins a l'oest de l'Amazònia.